# 紹阿山
18°01′01″S 33°11′00″E / 18.01691°S 33.18325°E

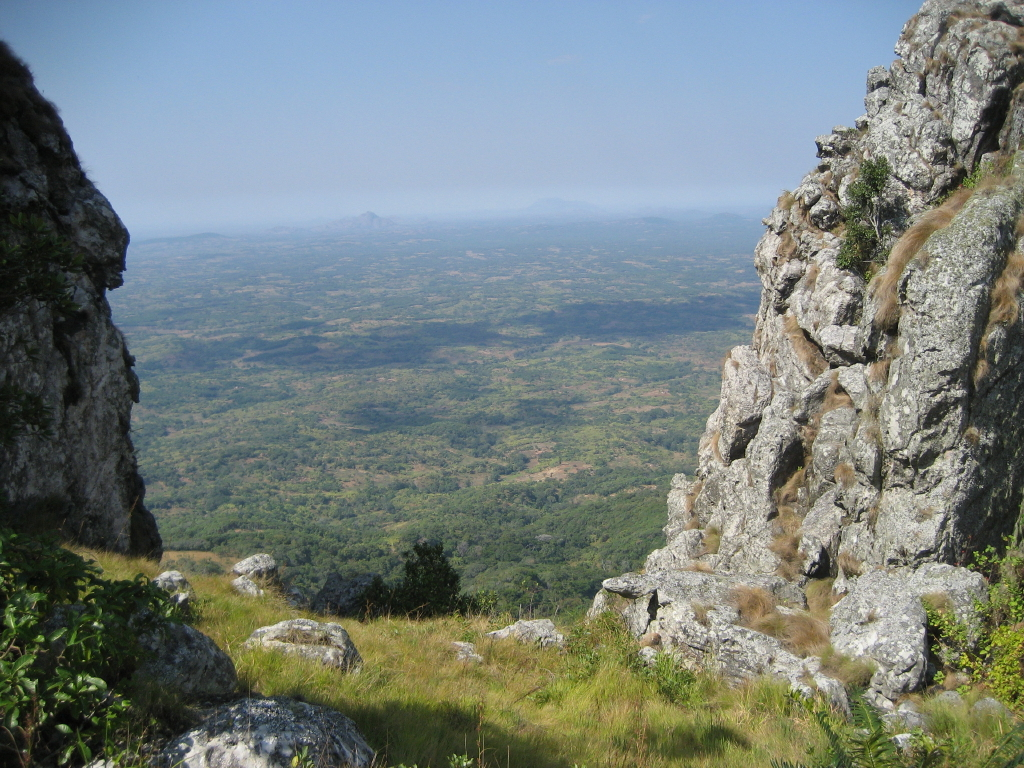

紹阿山是莫桑比克的山脈，位於該國西部馬尼卡省巴呂埃區，屬於非洲東部高地的一部分，處於該國首都馬普托以北900公里，最高點海拔高度621米。